# Катастрофа DH.95 в Йоркшире
Катастрофа DH.95 в Йоркшире (англ. The Crash of De Havilland Flamingo R2764) — авиационное происшествие в Англии в 1942 году. Считается самой крупной по числу погибших россиян на английской земле.
30 апреля 1942 года в окрестностях деревни Грейт Узберн произошла серьёзная авиакатастрофа — потерпел аварию самолёт De Havilland Flamingo R2764 24-й эскадрильи Королевских ВВС Великобритании. Самолёт перевозил двух сотрудников Министерства авиации Великобритании и четырёх граждан СССР. В то утро самолёт прилетел с аэродрома Хендон под Лондоном в Тилинг около Данди. Он возвращался после короткой остановки в RAF East Fortune около Эдинбурга, когда у него возникли проблемы с двигателем. В полёте самолёт загорелся и упал в поле близ Грейт-Узберн. Возник пожар, на место происшествия быстро прибыли пожарные, огонь был потушен, но из пострадавших в катастрофе не выжил никто, она унесла жизни десяти человек. Погибли известный советский лётчик Сергей Асямов, готовивший визит в Великобританию В. М. Молотова, члены советской военной миссии в Великобритании — помощник главы  миссии по вопросам авиации полковник Григорий Петрович Пугачев, помощник военного атташе майор Борис Филиппович Швецов, секретарь миссии военный инженер 2-го ранга Пётр Иванович Баранов, 
офицеры связи воздушного министерства Великобритании Ф. В. Вильтон (Wilton Francis William) и подполковник Эдвардс (Edwards Kenneth Wykeham), члены экипажа — старший пилот Дж. Рэмзи (J. Ramsay), сержант Джеймс Смит (James B Smith), сержант Алан Стрип (Alan J Stripp) и техник Джеймс Люис (James Lewis).
Как утверждал командующий авиацией дальнего действия СССР (1942—1944) А. Е. Голованов, узнавший о катастрофе Сталин произнес: «Ну и союзнички у нас!»
20 июня 1942 года Асямову посмертно было присвоено звание Героя Советского Союза.
Провести тщательное расследование катастрофы распорядился премьер-министр Великобритании Уинстон Черчилль, результаты расследования были засекречены. Существовала версия, что катастрофа стала следствием диверсии, осуществлённой прогерманскими силами с целью сорвать советско-английские переговоры. По другой версии причиной аварии стала техническая неполадка (внутренний дефект двигателя, его разрушение и последующий взрыв паров топлива, приведший к отлому крыла). DH.95 был из самых надёжных, самолёты этой модели эксплуатировались в период с 1939 до 1950 года, и такого рода неполадок не происходило ни до катастрофы, ни после неё. Главный пилот был опытным лётчиком, в общей сложности провёл в воздухе 3755 часов, летал на различных типах самолётов.
В 2012 году в Грейт Узберне открыт мемориал памяти советских лётчиков.